# Culli
Culli (Culle, Kulyi, Kúlli), predhispansko pleme Indijanaca iz Huylasa s Anda, u Peruu. Culli su naseljavali područje uz rijeke río Chicama, río Santa, i río Marañón u departmanu La Libertad i Ancash, odnosno u starim kraljevstvima Cajamarca i Huamachuco. Po Rivetu i Loukotki njihov jezik čini istoimenu porodicu Cullian, dok se danas klasificiraju Velikoj porodici Macro-Paezan ili u Sec-Catacao. Jezik culli koji se govorio doskora u 20. stoljeću, ipak je gotovo potpuno nepoznat. Ostao je zabilježen tek maleni popis riječi, imena nekih mjesta i životinja.